# AutoCAD
AutoCAD is een CAD-programma om technische tekeningen mee te maken en wordt door het Amerikaanse bedrijf Autodesk ontwikkeld. Als commercieel product werd het in november 1982 op de COMDEX in Las Vegas voor het eerst getoond.
Sinds 1993 bestaat er naast het volledige AutoCAD ook AutoCAD LT. De laatste variant betreft een uitgekleed programma. Het grootste verschil is het ontbreken van volledige 3d-functionaliteit. Ook de progprammeertaal VBA is niet aanwezig. Vanaf AutoCAD LT 2024 is er beperkte ondersteuning voor AutoLISP, daardoor is LT beperkt aan te passen. De bestanden zijn wel volledig uitwisselbaar met het volledige programma en ook oudere bestandsformaten worden ondersteund.
Tot eind 2016 werden licenties van het programma verkocht, maar tegenwoordig is sprake van een abonnementen.
Hoewel AutoCAD met zowel Windows als macOS kan worden gebruikt, installeren veel gebruikers van een Apple-computer Windows om met AutoCAD te werken. De Windows-variant heeft als groot voordeel, dat de volledige instructieset van AutoLISP beschikbaar is. Naast grote verschillen van de interface ontbreken een aantal mogelijkheden in de MAC-omgeving.

## Toepassing
AutoCAD wordt onder andere gebruikt in de architectuur, bouwkunde, civiele techniek, ruimtelijke ordening, landmeetkunde, werktuigbouwkunde en elektrotechniek. Voor verschillende toepassingen zijn verschillende uitvoeringen gemaakt als applicatie op AutoCAD. Vroeger dienden deze pakketten apart aangeschaft te worden, maar sinds AutoCAD2019 worden de meeste uitbreidingen gebundeld met AutoCAD als 'toolset'. Beschikbare toolsets zijn: Architecture, Electrical, Mechanical, Plant-3d, MEP en Raster-design. Voor Civil-3D en Advance Steel geldt nog steeds dat deze apart aangeschaft moeten worden.
Het vectorgeoriënteerde bestandsformaat van AutoCAD-tekeningen is DWG, voor drawing. Het uitwisselen van tekeningen met andere CAD-programma's kan met het ook vectorgeoriënteerde bestandsformaat DXF drawing exchange format, dit is de ASCII-equivalent. De meeste CAD-pakketten kunnen een DXF-bestand probleemloos openen en in toenemende mate kunnen CAD-pakketten een DWG-bestand direct openen en bewerken. Het komt zelfs voor dat ze DWG als native bestandsformaat gebruiken.
Coördinaten kunnen met een rechthoekig coördinatenstelsel worden ingevoerd, maar ook met behulp van de grootte/hoeknotatie in poolcoördinaten.

## Versiehistorie
| Versie (codenaam)                    | Release | Datum          | Bijzonderheden |
| ------------------------------------ | ------- | -------------- | --- |
| 1.0                                  | 1       | december 1982  | Ook bekend als AutoCAD-80 en AutoCAD-86 |
| 1.2                                  | 2       | april 1983     | Dimensioning pakket gecombineerd met andere functies verkocht als ADE-1, afkorting voor AutoCAD Drafting Extension |
| 1.3                                  | 3       | augustus 1983  | Configuratie-menu, layer- en tekstoptie toegevoegd aan het CHANGE-commando, Rubber-band, Box cursors, rechts uitlijnen van tekst, positionering van plot, aanpassen grid- en snap-afstand, DXF-formaat voorzien van een header |
| 1.4                                  | 4       | oktober 1983   | Verbeterd: LINE, ARC, CIRCLE, ZOOM, ARRAY, BLOCK. Nieuw: WBLOCK, HATCH, SKETCH, AXIS, UNITS, BREAK, FILLET. Verder: tekst uitlijnen, extra lettertypen en gebruik functietoetsen |
| 2.0                                  | 5       | oktober 1984   | Isometrisch grid, linetypes, DXFIN en DXFOUT, (R)SCRIPT, AREA, DIST, LIST, DBLIST, OSNAP, Attributes, slepen voor verschillende commando's, MIRROR, SAVE, VIEW |
| 2.1                                  | 6       | mei 1985       | Roteren van een plot, 3d-geometrie (ELEV, VPOINT, HIDE), ACAD.pgp voor externe programma's, HIGHLIGHT, PLINE, PEDIT, CHAMFER, BLIPMODE |
| 2.18                                 | 6       | januari 1986   | Tussentijdse update met introductie van AutoLISP |
| 2.5                                  | 7       | juni 1986      | FILLET werk ook met arcs, SETVAR, DIVIDE, DONUT, DTEXT, ELLIPSE, EXPLODE, EXTEND, MEASURE, OFFSET, POLYGON, ROTATE, SCALE, SKETCH, TIME, TRIM, UNDO/REDO |
| 2.6                                  | 8       | april 1987     | Transparant gebruik van ZOOM, PAN, VIEW en REDRAW, 2.5D (3DLINE en 3DFACE toegevoegd), Point filters |
| AutoCAD 9 (White Album)              | 9       | september 1987 | Ondersteuning voor een 80x87-coprocessor, verbeterde objectselectie (Box/Auto/Single), MULTIPLE, DDEMODES, DDLMODES, DDRMODES, DDATTE, UNDEFINE, REDEFINE, pull-downmenu's, 20 nieuwe lettertypen |
| AutoCAD 10 (Abbey Road)              | 10      | oktober 1988   | VPORTS, REGENALL, REDRAWALL, Handles toegevoegd, 3D-verbeteringen: UCS, DDUCS, UCSICON, PLAN, DVIEW, LINE, 3DPOLY, 3DMESH, RULESURF, TABSURF, REVSURF, EDGESURF, PEDIT |
| AutoCAD 11 (Let it Be)               | 11      | oktober 1990   | Modelspace & paperspace, XREF's, layerinstellingen per viewport, licentieserver, veel verbeteringen m.b.t. maatvoering, AUDIT, Drawing File Recovery, alias toegevoegd aan ACAD.pgp, introductie van REGAPP en XDATA + automatische toevoeging van Handles, SHADE, invoer op coördinaten                                                                   |
| AutoCAD 12                           | 12      | juni 1992      | Hoofdmenu vervallen en het pulldownmenu is voorzien van submenu's, nieuwe dialogboxen en introductie van .dcl, GRIPs toegevoegd, BHATCH, RENDER, selectie d.m.v. FILTER, WPoly, CPoly, Fence. Als eerste versie ook verkrijgbaar voor Windows. |
| AutoCAD 13                           | 13      | november 1994  | Floating toolbars met flyouts, floating command line, tooltips, menustructuur met submenu's onder ACAD.mnu, ondersteuning van OLE-objecten, TrueType-lettertypen, introductie van: DIMSTYLEs, LEADERs, MTEXT, spellingscontrole. Solid primitives (box/sphere/cone/cylinder/wedge/torus), swept solids (extrude/revolve), echte ellipsen en splines, MLINE |
| AutoCAD 14 (Sedona); 14.01 (Pinetop) | 14      | februari 1997  | Niet meer voor DOS beschikbaar. Betere 3D solid modeler, Windows-interface, LWPOLY, MATCHPROP, MTEXT-editor, templates, SOLID arceerpatroon, draworder |
| AutoCAD2000 (Tahoe)                  | 15      | maart 1999     | Meerdere tekeningen gelijk bewerken, design center, properties window, lineweight, QSELECT, shortcut-menu onder rechtermuis, QLEADER, hyperlinks, 'geclipte' viewports, true-color-uitvoer (24-bit), Visual LISP, VBA, ActiveX, QDIM |
| AutoCAD2000i (Banff)                 | 15.1    | juli 2000      | Voorzieningen t.b.v. het internet en veel kleine verbeteringen. |
| AutoCAD2002 (Kirkland)               | 15.2    | juni 2001      | Associative Dimensioning, Block Attribute Manager, Layer Translator, LayerP, Point A |
| AutoCAD2004 (Reddeer)                | 16.0    | maart 2003     | Tool Palettes, DWF-formaat ondersteunt meerdere pagina's, wachtwoordbeveiliging, een netwerklicentie kan geleend worden |
| AutoCAD2005 (Neo)                    | 16.1    | maart 2004     | Sheet Sets, Dynamic Input |
| AutoCAD2006 (Rio)                    | 16.2    | maart 2005     | Dynamic Blocks, Tables, CUI-editor en Workspaces |
| AutoCAD2007 (Postrio)                | 17.0    | maart 2006     | 3D-omgeving geheel herzien, press-pull, DASHBOARD, printen als pdf, Mental Ray-renderen |
| AutoCAD2008 (Spago)                  | 17.1    | maart 2007     | Annotative Objects, Layers per Viewport, verbeteringen in Text en Tables, Multiple Leaders |
| AutoCAD2009 (Raptor)                 | 17.2    | maart 2008     | Gebruikersinterface herzien (Modern interface): Ribbon met QAT en InfoCenter i.p.v. het Dashboard. Action Recorder, Quick Properties, View Cube, Steering Wheel, ShowMotion, Modeless Layer Manager, Geographic Location, DWFx, ondersteuning van het DGN-formaat                                                                                          |
| AutoCAD2010 (Gator)                  | 18.0    | maart 2009     | 2D parametrisch tekenen, Mesh Modeling, pdf-onderlegger, 3D-printen, verbetering pdf-formaat |
| AutoCAD2011 (Hammer)                 | 18.1    | maart 2010     | Surface Modeling, Surface Analysis, Point Cloud ondersteuning, verbeteringen zoals pline editing, hatches, transparantie voor objecten en lagen en Inferred Constraints |
| AutoCAD2012 (Ironman)                | 18.2    | maart 2011     | Associative Array, Multifunctional Grips, verbeteringen in Sheet Set Manager, AutoComplete-commando's |
| AutoCAD2013 (Jaws)                   | 19.0    | maart 2012     | Verbeterde internetverbinding, beter 3D naar 2D omzetten, nieuw DWG 2013-formaat |
| AutoCAD2014 (Keystone)               | 19.1    | maart 2013     | File tabs, Design Feed, Reality Capture, Autodesk Live Maps |
| AutoCAD2015 (Longbow)                | 20.0    | maart 2014     | Lasso-selectie, cursor badges, command preview, startscherm |
| AutoCAD2016 (Maestro)                | 20.1    | maart 2015     | System Variable Monitor, Geometric Center object snap en verbeteringen in Revision Clouds, Dimensioning en Point Clouds |
| AutoCAD2017 (Nautilus)               | 21.0    | maart 2016     | Pdf-import, Associative Center Marks en Centerlines |
| AutoCAD2018 (Omega)                  | 22.0    | maart 2017     | PDFSHXTEXT, off-screenselectie, ondersteuning 4K-monitors en selectie van lijnopeningen. AutoCAD2018 is de laatste versie met ondersteuning voor FBX-bestanden. |
| AutoCAD2019 (Pi)                     | 23.0    | maart 2018     | DWGCOMPARE, Shared Views, SaveToAutoCAD Web & Mobile en nieuwe iconen. |
| AutoCAD2020 (Qubit)                  | 23.1    | maart 2019     | Nieuw Dark Theme, Quick Measure, Blocks-palette, herontworpen Purge dialog, cloudopslag bij derde partijen, verbetering SaveToWeb & Mobile |
| AutoCAD2021 (Rogue)                  | 24.0    | maart 2020     | DWG History, Area in Quick Measure, BREAKATPOINT, quick Trim en Extend, willekeurige Revision Cloud arcs, Xref Compare |
| AutoCAD2022 (Sequoia)                | 24.1    | maart 2021     | Gewijzigde start tab, Floating DWG-tabs, COUNT + in de cloud (= AutoCAD web app): delen huidige tekening als DWG of PDF, TRACE |
| AutoCAD2023 (Turing)                 | 24.2    | maart 2022     | COMMANDMACROS, CUTBASE, MARKUPASSIST, diverse uitbreidingen van COUNT en TRACE, PURGEAECDATA, PERFANALYZER |
| AutoCAD2024 (Ursa)                   | 24.3    | maart 2023     | Activity Insights, blocks: vervangen, slimme plaatsing blocks, aanpassing 'Markup Import/Assist', sneller wisselen tussen layouts |